# Tharptown
Tharptown es un lugar designado por el censo ubicado en el condado de Northumberland en el estado estadounidense de Pensilvania. En el Censo de 2010 tenía una población de 498 habitantes y una densidad poblacional de 1.797 personas por km².

## Geografía
Tharptown se encuentra ubicado en las coordenadas 40°48′12″N 76°34′16″O / 40.80333, -76.57111. Según la Oficina del Censo de los Estados Unidos, Tharptown tiene una superficie total de 0.28 km², de la cual 0.25 km² corresponden a tierra firme y (8.41%) 0.02 km² es agua.

## Demografía
Según el censo de 2010, había 498 personas residiendo en Tharptown. La densidad de población era de 1.797 hab./km². De los 498 habitantes, Tharptown estaba compuesto por el 99% blancos, el 0% eran afroamericanos, el 0% eran amerindios, el 0.4% eran asiáticos, el 0% eran isleños del Pacífico, el 0.2% eran de otras razas y el 0.4% pertenecían a dos o más razas. Del total de la población el 0.6% eran hispanos o latinos de cualquier raza.